# Korsad filtartad bindväv
Korsad filtartad bindväv är en bindvävstyp som tål mekaniska krafter i alla riktningar. Den förekommer bland annat i läderhuden och karaktäriseras av en stor mängd kollagena fibrer och relativt lite grundsubstans, fibrocyter och fibroblaster.